# Jan Berger
Jan Berger, född den 27 november 1955 i Prag, Tjeckoslovakien, är en tjeckoslovakisk fotbollsspelare som tog OS-guld i fotbollsturneringen vid de olympiska sommarspelen 1980 i Moskva.